# Colopha ulmicola
Colopha ulmicola är en insektsart som först beskrevs av Fitch 1859.  Colopha ulmicola ingår i släktet Colopha och familjen långrörsbladlöss. Inga underarter finns listade i Catalogue of Life.